# کتلین مایرز
کتلین مایرز (انگلیسی: Kathleen Myers؛ ۱۶ آوریل ۱۸۹۹ – ۲۷ سپتامبر ۱۹۵۹) بازیگر اهل ایالات متحده آمریکا بود.
از فیلم‌هایی که وی در آن‌ها نقش داشته‌است، می‌توان به طراح دکور، نعل اسب، عشق برق‌آسا، کاباره نیمه‌شب، حیاط انبار، گردباد ملایم، به غرب برو، بدون ناقوس عروسی و آبرو اشاره نمود.